# Dlhé Klčovo
Dlhé Klčovo (allemand : Deutsch Langenfeld ), (hongrois : Kolcsmező) est un village de Slovaquie situé dans la région de Prešov.

## Histoire
Première mention écrite du village en 1270.

## Démographie

### Évolution de la population
| Année:               | 1994. | 2004.   | 2014.   | 2024.   |
| -------------------- | ----- | ------- | ------- | ------- |
| Nombre de personnes: | 1354  | 1419    | 1406    | 1347    |
| Différence:          |       | +4,80 % | -0,91 % | -4,19 % |

| Année:               | 2023. | 2024.   |
| -------------------- | ----- | ------- |
| Nombre de personnes: | 1358  | 1347    |
| Différence:          |       | -0,81 % |